# Rowohlt Verlag
Wydawnictwo Rowohlt (niem. Rowohlt Verlag) – wydawnictwo założone w roku 1908 w Lipsku. Obecnie stanowi grupę przedsiębiorstw wydawniczych z siedzibami w Reinbek koło Hamburga oraz w Berlinie.

## Historia

### Lata 1908–1913
Ernst Rowohlt założył wydawnictwo mieszczące się we frontowym budynku drukarni Drugulina. Wydanie pierwszej książki, Pieśni Nocy Letnich (Lieder der Sommernächte) autorstwa szkolnego przyjaciela Gustawa Edzarda, przyniosło niepowodzenie. 
Niejawnym wspólnikiem został Kurt Wolff, który po sporach z Rowohltem przejął wydawnictwo w roku 1912, nabywając prawa do dzieł takich autorów, jak Johannes Becher, Max Brod, Georg Heym i Franz Kafka. 

### Lata 1919–1943
Po zakończeniu I wojny światowej, 1 lutego 1919 Ernst Rowohlt powołał wydawnictwo na nowo w Berlinie. W roku 1920 wydawnictwo osiągnęło pierwsze sukcesy, a tom wspomnień Carla Ludwiga Schleicha Besonnte Vergangenheit. Lebenserinnerungen 1859–1919 (Słoneczna przeszłość. Wspomnienia 1859–1919) osiągnął nakład miliona egzemplarzy. 
W latach 20. ukazały się wielotomowe wydania dzieł Balzaka i Casanowy. Wydano także tłumaczenia dzieł autorów amerykańskich, jak Sinclair Lewis i Ernest Hemingway. Do grona autorów dołączyli też  Kurt Tucholsky, Robert Musil i Leo Slezak.
W roku 1931 wydawnictwo sprzedało dwie trzecie udziałów wydawnictwu Ullsteina. Dopiero książka Hansa Fallady I co dalej, szary człowieku? (Kleiner Mann – was nun?) stała się nowym sukcesem wydawniczym.
Po dojściu do władzy Hitlera połowę książek skonfiskowano, spalono i wycofano z obiegu. Ernsta Rowohlta pozbawiono prawa wykonywania zawodu pod pretekstem, że wydaje autorów pochodzenia żydowskiego. W roku 1938 wydawca wyemigrował z rodziną do Brazylii. 
Wydawnictwo zostało z polecenia władz włączone do wydawnictwa Deutsche Verlags-Anstalt w Stuttgarcie, a w roku 1943 ostatecznie zlikwidowane.

### Odrodzenie po 1945

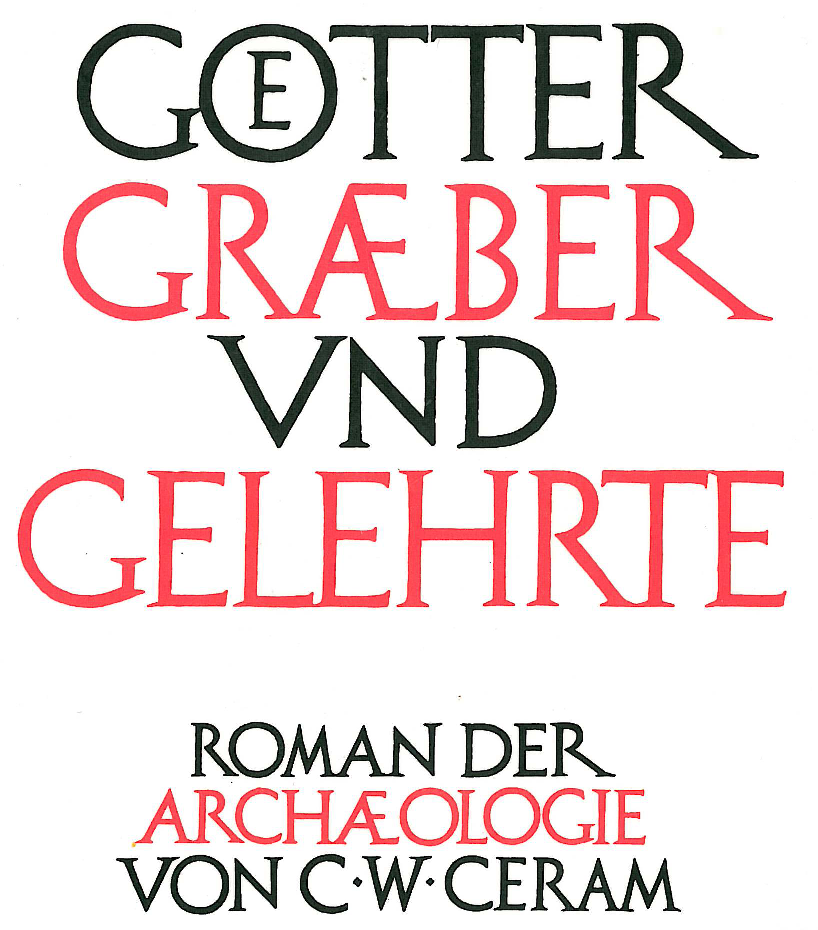
Bogowie, groby i uczeni Cerama – największy sukces wydawnictwa

9 listopada 1945 najstarszy syn Ernesta, Heinrich Maria Ledig-Rowohlt, otrzymał licencję amerykańskich władz okupacyjnych na ponowne uruchomienie wydawnictwa w Stuttgarcie. W pierwszych latach ukazały się dzieła Kästnera, Ringelnatza i Tucholskiego. Za pośrednictwem oddziału w Baden-Baden nawiązano kontakty z francuskimi autorami, jak Jean-Paul Sartre, Simone de Beauvoir, Albert Camus i Jacques Prévert. Sztuka teatralna Przed drzwiami (Draußen vor der Tür) Wolfganga Borcherta stała się wielkim sukcesem i była inscenizowana na wielu scenach studenckich.
Wyjątkowym sukcesem okazała się książka C.W. Cerama (Kurta W. Marka) Bogowie, groby i uczeni. Książka została przetłumaczona na 33 języki i osiągnęła dotychczas łączny nakład 5 milionów egzemplarzy. W roku 1950 redakcja przeniosła się ostatecznie ze Stuttgartu do Hamburga, w roku 1960 do Reinbek koło Hamburga. 
Po śmierci Ernsta Rowohlta 1 grudnia 1960 kierownictwo przejął jego syn Heinrich Maria Ledig-Rowohlt, który prowadził firmę do roku 1982.
Od roku 1950 dzięki wprowadzeniu druku rotacyjnego rozpoczęto w masowych nakładach wydawać serie tanich książek w miękkich okładkach pod nazwą rororo. Później przyjęto kieszonkowy format octavo. 
W roku 1955 rozpoczęto wydawanie encyklopedii, w roku 1958 serii wydawnictw monograficznych. Od roku 1999 wprowadzono druk czterobarwny.
Pod firmą Rowohlta powstały dalsze wydawnictwa. Wydawnictwo wydaje dzieła autorów międzynarodowych takich jak Paul Auster, Simone de Beauvoir, Albert Camus, Roald Dahl, Jeffrey Eugenides, Jon Fosse, Jonathan Franzen, Stephen Hawking, Ernest Hemingway, Denis Johnson, Cormac McCarthy, Toni Morrison, Harold Pinter, Thomas Pynchon, Philip Roth, José Saramago czy John Updike. Publikuje także prace autorów niemieckojęzycznych m.in. Wolfganga Borcherta, C.W. Cerama, Hansa Fallady, Joachima Festa, Elfriede Jelinek, Eriki Mann, Klausa Manna, Daniela Kehlmanna, Kurta Tucholskiego czy Martina Walsera.